# Elecciones presidenciales de Estados Unidos de 1824
Las elecciones presidenciales de los Estados Unidos de 1824 tuvieron lugar entre el martes 26 de octubre y el jueves 2 de diciembre del mencionado año, siendo la décima elección presidencial cuadrienal tras la independencia del país, y la octava y última del Primer Sistema de Partidos. El Colegio Electoral a cargo de elegir al presidente y al vicepresidente estaba compuesto entonces por 261 electores, necesitándose 131 para ganar la elección.
Estos comicios marcaron diversos hitos y constituyeron la crisis final del Primer Sistema de Partidos, imperante desde 1796. Para empezar, el opositor Partido Federalista se terminó por disolver, por lo que el gobernante Partido Demócrata-Republicano se convirtió en la única fuerza política a nivel nacional. A la vez, sin embargo, los demócratas-republicanos se enfrentaron entre sí, lo que provocó que hubiera hasta cuatro fórmulas presidenciales por el mismo partido, las tres con relativas posibilidades de éxito: Andrew Jackson, John Quincy Adams, Henry Clay y William H. Crawford. Aunque había considerado presentarse como candidato presidencial, John C. Calhoun optó por postularse a la vicepresidencia. La elección marcó de este modo el final de la llamada "dinastía virginiana", pues cinco de los seis primeros presidentes estadounidenses provenían de dicho estado, mientras que ninguno de los cuatro candidatos en disputa era virginiano (Jackson era de Tennessee, Adams era de Massachusetts, Clay era de Kentucky, y Crawford era de Georgia). Fue además la primera elección en la que se registró el voto popular nacional y estatal, aunque por entonces solo dieciocho de los veinticuatro estados elegían a los electores por algún método que incluyera el voto popular, siendo que los otros seis estados (Delaware, Georgia, Luisiana, Nueva York, Carolina del Sur, y Vermont) designaban su representación por medio de la legislatura estatal.
Andrew Jackson obtuvo la primera minoría del voto popular y electoral con un 41.36% de las preferencias y 99 electores, 32 por debajo de la mayoría requerida para resultar electo. En segundo puesto en ambas instancias se ubicó John Quincy Adams con el 30.92% de los votos y 84 electores. Henry Clay se ubicó tercero en voto popular con el 12.99% y cuarto en voto electoral con 37 escaños. Por último, William H. Crawford obtuvo el 11.21% de los votos, pero superó a Clay por 4 electores con 41, ubicándose tercero en esta instancia. Constituyó, hasta la actualidad, la única ocasión en la que ninguno de los candidatos presidenciales obtuvo una mayoría del voto electoral. La vicepresidencia, sin embargo, sí se resolvió en esta instancia, pues John C. Calhoun fue apoyado tanto por los electores de Jackson como por los de Adams, resultando electo con una mayoría de 182 votos. La participación fue de aproximadamente el 26.90% del electorado.
Ante el fragmentado Colegio Electoral, la elección tuvo que ser llevada a la Cámara de Representantes, realizándose la única "elección contingente" que ha tenido lugar desde la aprobación de la Duodécima Enmienda a la Constitución. Habiendo quedado en cuarto puesto, Clay fue eliminado de la elección contingente, en la que cada estado emitía un solo voto, y decidió dar su apoyo a Adams, con quien compartía opiniones en muchos temas principales. De este modo, Adams obtuvo el voto de 13 estados contra 7 de Jackson y 4 de Crawford, accediendo a la presidencia. Además de ser la primera de las cinco elecciones en las que el candidato más votado a nivel nacional no resultó elegido presidente, siendo las cuatro instancias posteriores las de 1876, 1888, 2000, y 2016, y siendo esta un caso aparte, ya que el vencedor tampoco había logrado una mayoría en el Colegio Electoral.

## Antecedentes
La Era de los Buenos Sentimientos (1815-1825) asociada con la administración del presidente James Monroe (1817-1825) fue una época de menor énfasis en la identidad de los partidos políticos. Con los federalistas desacreditados, los republicanos demócratas adoptaron algunos programas e instituciones económicas federalistas clave. El nacionalismo económico de la Era de los Buenos Sentimientos que autorizaría el Arancel de 1816 e incorporaría el Segundo Banco de los Estados Unidos presagió el abandono de la fórmula política jeffersoniana para la construcción estricta de la Constitución, el gobierno central limitado y primacía de los intereses agrarios del sur.
Una consecuencia no deseada de la amplia identificación de un solo partido fue la reducción de la disciplina del partido. En lugar de armonía política, surgieron facciones divergentes dentro del partido. Monroe intentó mejorar la disciplina al nombrar estadistas destacados para su gabinete, incluidos el Secretario de Estado John Quincy Adams de Massachusetts, el Secretario del Tesoro William H. Crawford de Georgia y el secretario de guerra John C. Calhoun de Carolina del Sur. El general Andrew Jackson de Tennessee dirigió misiones militares de alto perfil. Solo el presidente de la Cámara, Henry Clay, de Kentucky, mantuvo el poder político independiente de Monroe. Se negó a unirse al gabinete y siguió siendo crítico con la administración.
Dos eventos clave, el pánico de 1819 y la crisis de Misuri de 1820, influyeron y reformaron la política. La recesión económica perjudicó ampliamente a los trabajadores, las disputas seccionales sobre la expansión de la esclavitud aumentaron las tensiones, y ambos eventos más otros factores impulsaron la demanda de un mayor control democrático. La desafección social ayudaría a motivar la reactivación de los partidos políticos rivales en el futuro cercano, aunque estos aún no se habían formado en el momento de las elecciones de 1824.

## Candidaturas
La competencia previa entre el Partido Federalista y el Partido Demócrata-Republicano se derrumbó después de la Guerra de 1812 debido a la desintegración del atractivo popular de los Federalistas. El presidente James Monroe, demócrata-republicano, pudo postularse sin oposición en las elecciones de 1820. Al igual que los presidentes anteriores que habían sido elegidos para dos mandatos, Monroe se negó a solicitar una nueva nominación para un tercer mandato. El vicepresidente Daniel D. Tompkins, por otro lado, no fue considerado elegible debido a su abrumadora impopularidad, su alcoholismo y otros problemas de salud (moriría noventa y nueve días después de dejar el cargo, en junio de 1825).
El caucus del Congreso nominó a William H. Crawford para presidente y Albert Gallatin para vicepresidente, pero el mandato fue escasamente respetado y fue ampliamente atacado como antidemocrático. Gallatin no había buscado la nominación y pronto se retiró a petición de Crawford. Gallatin tampoco estaba satisfecho con los repetidos ataques a su credibilidad hechos por los otros candidatos. Fue reemplazado por el senador de Carolina del Norte Nathaniel Macon. Las legislaturas estatales también convocaron asambleas estatales para nominar candidatos. Los cuatro candidatos finales: Andrew Jackson, John Quincy Adams, Henry Clay y finalmente Crawford, fueron nominados por al menos una legislatura estatal.
|  | 92.75 % |

|  | 86.36 % |

|  | 2.90 % |

|  | 26.09 % |

|  | 2.90 % |

|  | 3.03 % |

|  | 1.45 % |

|  | 1.52 % |

|  | 1.52 % |

|  | 1.52 % |

|  | 1.52 % |

|  | 1.52 % |

|  | 1.52 % |

## Sistema electoral por estado
| Estado | Sistema electoral |
| --- | --- |
| Delaware Georgia Luisiana Nueva York Carolina del Sur Vermont                                                                             | Electores designados por la legislatura estatal.                                                                                          |
| Alabama Connecticut Indiana Massachusetts Misisipi Nuevo Hampshire Nueva Jersey Carolina del Norte Ohio Pensilvania Rhode Island Virginia | Lista completa. Los electores son elegidos por todos los votantes del estado.                                                             |
| Illinois Kentucky Maryland Misuri Tennessee                                                                                               | El estado se divide en distritos electorales, con un elector elegido por distrito por los votantes de ese distrito.                       |
| Maine | Dos electores elegidos por los votantes de todo el estado y un elector elegido por distrito del Congreso por los votantes de ese distrito |

## Campaña
La campaña para la elección presidencial de 1824 tomó muchas formas. Contrafactas, o bien conocidas canciones y melodías cuyas letras han sido alteradas, se utilizaron para promover agendas políticas y candidatos presidenciales. A continuación se puede encontrar un clip de sonido con "Hunters of Kentucky", una canción escrita por Samuel Woodsworth en 1815 bajo el título "La desafortunada señorita Bailey". Contrafactas como esta, que promovió a Andrew Jackson como héroe nacional, han sido una larga tradición en las elecciones presidenciales. Otra forma de hacer campaña durante estas elecciones fue a través del papel de periódico. Las caricaturas políticas y los escritos partidistas circulaban mejor entre el público votante a través de los periódicos. El candidato vicepresidencial John C. Calhoun fue uno de los candidatos más directamente involucrados a través de su participación en la publicación del periódico The Patriot como miembro del equipo editorial. Esta era una manera segura de promover sus propias agendas políticas y campañas. En contraste, la mayoría de los candidatos involucrados en las elecciones de principios del siglo XIX no realizaron sus propias campañas políticas. En cambio, se dejó a ciudadanos voluntarios y partidistas hablar en su nombre.
Los candidatos obtuvieron el apoyo de los votantes de diferentes estados y secciones. Adams dominó el voto popular en la región de Nueva Inglaterra y ganó algo de apoyo en otros lugares, Clay dominó su estado natal, Kentucky, y ganó pluralidades en dos estados vecinos, y Crawford ganó el voto de Virginia abrumadoramente y obtuvo un buen resultado en Carolina del Norte. Jackson tuvo geográficamente el apoyo más amplio, aunque hubo grandes concentraciones de votos en su estado natal de Tennessee y en Pensilvania y en áreas pobladas donde incluso se creía que obtendría malos resultados. La política desempeñó un papel reducido en las elecciones, aunque las posiciones sobre aranceles y mejoras internas crearon desacuerdos significativos. Los partidarios de Adams y Jackson respaldaron al Secretario de Guerra John C. Calhoun de Carolina del Sur para vicepresidente. Se aseguró fácilmente la mayoría de los votos electorales para ese cargo. En realidad, Calhoun se opuso vehementemente a casi todas las políticas de Adams, pero no hizo nada para disuadir a los partidarios de Adams de votar por él como vicepresidente. Aunque carecía del carisma de sus competidores, Adams fue ampliamente respetado y se benefició de la falta de otros líderes políticos prominentes del norte.
Clay, como presidente de la Cámara de Representantes, había tomado la palabra durante algunos debates y expuesto lo que él denominaba su "Sistema Americano". Primero usó el término el 30 de marzo de 1824 durante un debate sobre tarifas. La propuesta de Clay implicaba una mayor participación federal en las mejoras del transporte (entonces llamadas "mejoras internas") y una tarifa para proteger a la incipiente industria nacional. La presencia del Banco de los Estados Unidos fue crítica, ya que algunos proyectos requerían una afluencia masiva de capital al principio (como los canales). Los partidarios de Clay en Ohio nominaron a Nathan Sanford de Nueva York como compañero de fórmula de Clay, y otras legislaturas partidarias de Clay siguieron su ejemplo. Crawford no pudo hacer una campaña coherente. Había sufrido un derrame cerebral a fines de 1823 que lo dejó temporalmente incapacitado. No pudo asistir a las reuniones del gabinete, no pudo firmar su propio nombre y tuvo problemas para caminar. La posición sobre los derechos de su estado era bien conocida, aunque sus partidarios trataron de mantener su apoyo en Nueva Inglaterra.

## Resultados

### Elección general
Las elecciones presidenciales de 1824 marcaron el colapso final del marco político demócrata-republicano/federalista. El mapa electoral confirmó el apoyo seccional de los candidatos, con Adams ganando en Nueva Inglaterra, Jackson con un amplio atractivo electoral, Clay atrayendo votos del oeste y Crawford atrayendo votos del sureste. Jackson obtuvo solo una pluralidad de votos populares y electorales. Por lo tanto, la elección fue decidida por la Cámara de Representantes. John C. Calhoun, apoyado por Adams y Jackson, ganó fácilmente la vicepresidencia con 182 votos electorales (72.28% del voto popular).
|  | 41.36 % |

|  | 37.93 % |

|  | 30.92 % |

|  | 32.18 % |

|  | 12.99 % |

|  | 14.17 % |

|  | 11.21 % |

|  | 15.71 % |

|  | 1.81 % |

|  | 0.00 % |

|  | 1.71 % |

|  | 0.00 % |

|  | 100.00 % |

|  | 100.00 % |

### Resultados por estado
|                    |     | Jackson/Calhoun (DRP) | Jackson/Calhoun (DRP) | Jackson/Calhoun (DRP) | Adams/Calhoun (DRP) | Adams/Calhoun (DRP) | Adams/Calhoun (DRP) | Clay/Sanford (DRP) | Clay/Sanford (DRP) | Clay/Sanford (DRP) | Crawford/Macon (DRP) | Crawford/Macon (DRP) | Crawford/Macon (DRP) | Total   | Abreviación |  |
| Estado             | El. | Votos                 | %                     | El.                   | Votos               | %                   | El.                 | Votos              | %                  | El.                | Votos                | %                    | El.                  | Total   | Abreviación |  |
| ------------------ | --- | --------------------- | --------------------- | --------------------- | ------------------- | ------------------- | ------------------- | ------------------ | ------------------ | ------------------ | -------------------- | -------------------- | -------------------- | ------- | ----------- |  |
| Alabama            | 5   | 9.429                 | 69.32%                | 5                     | 2.422               | 17.80%              | 0                   | 96                 | 0.71%              | 0                  | 1.656                | 12.17%               | 0                    | 13.423  | AL          |  |
| Connecticut        | 8   | Sin boletas           | Sin boletas           | 0                     | 7.494               | 70.39%              | 8                   | Sin boletas        | Sin boletas        | 0                  | 1.965                | 18.46%               | 0                    | 10.647  | CT          |  |
| Delaware           | 3   | Sin voto popular      | Sin voto popular      | 0                     | Sin voto popular    | Sin voto popular    | 1                   | Sin voto popular   | Sin voto popular   | 0                  | Sin voto popular     | Sin voto popular     | 2                    | –       | DE          |  |
| Georgia            | 9   | Sin voto popular      | Sin voto popular      | 0                     | Sin voto popular    | Sin voto popular    | 0                   | Sin voto popular   | Sin voto popular   | 0                  | Sin voto popular     | Sin voto popular     | 9                    | –       | GA          |  |
| Illinois           | 3   | 1,272                 | 27.23%                | 2                     | 1.516               | 32.46               | 1                   | 1.036              | 22.18%             | 0                  | 847                  | 18.13%               | 0                    | 4.671   | IL          |  |
| Indiana            | 5   | 7.343                 | 46.61%                | 5                     | 3.095               | 19.65%              | 0                   | 5.315              | 33.74%             | 0                  | Sin boletas          | Sin boletas          | 0                    | 15.753  | IN          |  |
| Kentucky           | 14  | 6.356                 | 27.23%                | 0                     | Sin boletas         | Sin boletas         | 0                   | 16.982             | 72.77%             | 14                 | Sin boletas          | Sin boletas          | 0                    | 23.338  | KY          |  |
| Luisiana           | 5   | Sin voto popular      | Sin voto popular      | 3                     | Sin voto popular    | Sin voto popular    | 2                   | Sin voto popular   | Sin voto popular   | 0                  | Sin voto popular     | Sin voto popular     | 0                    | –       | LA          |  |
| Maine              | 9   | Sin boletas           | Sin boletas           | 0                     | 10.289              | 81.50%              | 9                   | Sin boletas        | Sin boletas        | 0                  | 2.336                | 18.50%               | 0                    | 12.625  | ME          |  |
| Maryland           | 11  | 14.523                | 43.73%                | 7                     | 14.632              | 44.05%              | 3                   | 695                | 2.09%              | 0                  | 3.364                | 10.13%               | 1                    | 33.214  | MD          |  |
| Massachusetts      | 15  | Sin boletas           | Sin boletas           | 0                     | 30.687              | 72.97%              | 15                  | Sin boletas        | Sin boletas        | 0                  | Sin boletas          | Sin boletas          | 0                    | 42.056  | MA          |  |
| Misisipi           | 3   | 3.121                 | 63.77%                | 3                     | 1.654               | 33.80%              | 0                   | Sin boletas        | Sin boletas        | 0                  | 119                  | 2.43%                | 0                    | 4.894   | MS          |  |
| Misuri             | 3   | 1.166                 | 33.97%                | 0                     | 159                 | 4.63%               | 0                   | 2.042              | 59.50%             | 3                  | 32                   | 0.93%                | 0                    | 3.273   | MO          |  |
| Nuevo Hampshire    | 8   | Sin boletas           | Sin boletas           | 0                     | 9.389               | 93.59%              | 8                   | Sin boletas        | Sin boletas        | 0                  | 643                  | 6.41%                | 0                    | 10.032  | NH          |  |
| Nueva Jersey       | 8   | 10.332                | 52.08%                | 8                     | 8.309               | 41.89%              | 0                   | Sin boletas        | Sin boletas        | 0                  | 1.196                | 6.03%                | 0                    | 19.837  | NJ          |  |
| Nueva York         | 36  | Sin voto popular      | Sin voto popular      | 1                     | Sin voto popular    | Sin voto popular    | 26                  | Sin voto popular   | Sin voto popular   | 4                  | Sin voto popular     | Sin voto popular     | 5                    | –       | NY          |  |
| Carolina del Norte | 15  | 20.231                | 56.03%                | 15                    | Sin boletas         | Sin boletas         | 0                   | Sin boletas        | Sin boletas        | 0                  | 15,622               | 43.26%               | 0                    | 36.109  | NC          |  |
| Ohio               | 16  | 18.489                | 36.96                 | 0                     | 12,280              | 24.55               | 0                   | 19.255             | 38.49%             | 16                 | Sin boletas          | Sin boletas          | 0                    | 50.024  | OH          |  |
| Pensilvania        | 28  | 35.929                | 76.04%                | 28                    | 5.436               | 11.50%              | 0                   | 1.705              | 3.61%              | 0                  | 4.182                | 8.85%                | 0                    | 47.252  | PA          |  |
| Rhode Island       | 4   | Sin boletas           | Sin boletas           | 0                     | 2,145               | 91.47%              | 4                   | Sin boletas        | Sin boletas        | 0                  | 200                  | 8.53%                | 0                    | 2.345   | RI          |  |
| Carolina del Sur   | 11  | Sin voto popular      | Sin voto popular      | 11                    | Sin voto popular    | Sin voto popular    | 0                   | Sin voto popular   | Sin voto popular   | 0                  | Sin voto popular     | Sin voto popular     | 0                    | –       | SC          |  |
| Tennessee          | 11  | 20.197                | 97.45%                | 11                    | 216                 | 1.04%               | 0                   | Sin boletas        | Sin boletas        | 0                  | 312                  | 1.51%                | 0                    | 20.725  | TN          |  |
| Vermont            | 7   | Sin voto popular      | Sin voto popular      | 0                     | Sin voto popular    | Sin voto popular    | 7                   | Sin voto popular   | Sin voto popular   | 0                  | Sin voto popular     | Sin voto popular     | 0                    | –       | VT          |  |
| Virginia           | 24  | 2.975                 | 19.35%                | 0                     | 3.419               | 22.24%              | 0                   | 419                | 2.73%              | 0                  | 8.558                | 55.68%               | 24                   | 15.371  | VA          |  |
| Total:             | 261 | 151.363               | 41.36%                | 99                    | 113.142             | 30.92%              | 84                  | 47.545             | 12.99%             | 37                 | 41.032               | 11.21%               | 41                   | 365.928 | US          |  |
| Necesarios:        | 131 |                       |                       |                       |                     |                     |                     |                    |                    |                    |                      |                      |                      |         |             |  |

## Elección contingente de 1825
Sin mayoría electoral, se realizó una elección contingente en la Cámara de Representantes de los Estados Unidos. Siguiendo las disposiciones de la Duodécima Enmienda, los tres principales candidatos por votos electorales fueron admitidos como candidatos en la Cámara: Andrew Jackson, John Quincy Adams y William H. Crawford. El presidente de la Cámara, Henry Clay, que había terminado cuarto, fue descalificado, pero su papel como único candidato totalmente derrotado y como portavoz parlamentario lo volvieron una figura clave en la definición de los comicios.
Clay detestaba a Jackson y había dicho de él: "No puedo creer que matar a 2.500 ingleses en Nueva Orleans califique a alguien para ejercer los diversos, difíciles y complicados deberes de la Magistratura en Jefe". Además, el Sistema Americano de Clay estaba más cerca de la posición de Adams sobre aranceles y mejoras internas que el de Jackson. Incluso si Clay hubiera querido alinearse con Crawford (lo que hubiera sido aún más improbable políticamente que una alianza con Jackson, ya que las diferencias de política de Clay con Crawford eran aún más profundas, especialmente en asuntos de tarifas y el mal estado de salud del candidato), no hubiera sido posible darle la victoria. Ignorando la directiva no vinculante de la legislatura de Kentucky de que su delegación de la Cámara elegía a Jackson, Clay usaría su influencia política en la Cámara para motivar a las delegaciones de la Cámara en los estados donde había ganado al menos una pluralidad de votantes para votar por Adams. De este modo, Adams fue elegido presidente el 9 de febrero de 1825, en la primera votación, con trece estados, seguido por Jackson con siete y por Crawford con cuatro.
La victoria de Adams conmocionó a Jackson, quien, como ganador de una pluralidad de votos populares y electorales, esperaba que la Cámara lo eligiera. No mucho antes de la elección contingente de la Cámara, apareció una declaración anónima en un periódico de Filadelfia, llamado El Observador Colombiano. La declaración, que decía ser de un miembro del Congreso, esencialmente acusó a Clay de venderle a Adams su apoyo a cambio del cargo de Secretario de Estado. No se realizó ninguna investigación formal, por lo que el asunto no fue confirmado ni negado. Cuando a Clay se le ofreció el puesto después de que Adams saliera victorioso, optó por aceptar y continuar apoyando a la administración por la que votó, sabiendo que el declinar el puesto no habría ayudado a disipar los rumores en su contra. Al nombrar a Clay su Secretario de Estado, el presidente Adams esencialmente lo declaró heredero de la presidencia, ya que Adams y sus tres predecesores habían servido como Secretario de Estado. Jackson y sus seguidores acusaron a Adams y Clay de hacer un "trato corrupto". Los jacksonianos, que poco después fundaron el actualmente existente Partido Demócrata, continuarían haciendo campaña por este reclamo durante los siguientes cuatro años, facilitando la elección de Jackson como presidente tras vencer a Adams en 1828.